# Match de football France – Angleterre (1931)
Pour les articles homonymes, voir Match de football France – Angleterre.
Le match de football amical opposant l'équipe de France de football et l'équipe d'Angleterre de football se tient le 14 mai 1931. Devant 35 000 spectateurs au Stade olympique Yves-du-Manoir de Colombes, la France s'impose 5-2.
Pour la première fois depuis le succès historique de 1921, l'équipe de France défait l'Angleterre. Mais cette fois ci, l'équipe de France bat l'équipe d'Angleterre et ses joueurs professionnels, alors qu'en 1921, il s'agissait de joueurs amateurs.

## Les équipes

### France
- Alexis Thépot (Red Star Olympique), 20e sélection.
- Marcel Capelle (Racing Club de France), 9e sélection.
- Étienne Mattler (FC Sochaux-Montbéliard), 9e sélection.
- Louis Finot (CA Paris), 5e sélection.
- Joseph Kaucsar (Stade raphaëlois), 2e sélection.
- Pierre Hornus (SO montpelliérain), 2e sélection.
- Ernest Libérati (Amiens AC), 9e sélection.
- Edmond Delfour (Racing Club de France), 14e sélection.
- Robert Mercier (Club français), 1re sélection.
- Lucien Laurent (FC Sochaux-Montbéliard), 6e sélection.
- Marcel Langiller (Excelsior Athlétic Club de Roubaix), 14e sélection.

### Angleterre
- Hugh Turner
- Thomas Cooper
- Ernest Blenkinsop
- Alfred Strange
- Thomas Graham
- Joseph Tate
- Samuel Crooks
- George Stephenson
- Thomas « Pongo » Waring
- Harry Burgess
- Eric Houghton

## Évolution du score
- France 0:1  Angleterre : Crooks (10)
- France 1:1  Angleterre : L. Laurent (15) reprise d'un centre de Libérati rabattu par Mercier
- France 2:1  Angleterre : Mercier (18) tir en pivot sur centre de Libérati
- France 3:1  Angleterre : Langiller (29) débordement et tir en coin après un service de Kaucsar
- France 4:1  Angleterre : Delfour (57) tir dans la lucarne gauche sur centre de Langiller
- France 4:2  Angleterre : Waring (71)
- France 5:2  Angleterre : Mercier (76) reprise d'un centre-tir de Libérati.

## Le premier échange de maillots
À la fin du match et afin de garder un souvenir de cette mémorable victoire, les joueurs français proposent aux joueurs anglais d'échanger les maillots. Les Anglais acceptent et, pour la première fois, des joueurs échangent leurs maillots. Pour l'anecdote, les maillots tricolores étaient en cotons et ceux des anglais étaient une chemisette en soie.